# Робоетика
Етика роботів (іноді робоетика) — складова етики штучного інтелекту, що розглядає етичні проблеми, які виникають з роботами, наприклад, чи роботи є загрозою для людини в довгостроковій чи короткостроковій перспективі, чи є використання деяких роботів проблематичним (наприклад, у галузі охорони здоров'я або як «роботів-убивць» на війні), і як роботи мають бути сконструйовані, щоб вони діяли «етично» (цю останню проблему також називають машинною етикою). Крім того, робоетика стосується етики поведінки людини щодо роботів, оскільки роботи стають все більш досконалими.
Робоетика — це галузь етики технологій, зокрема інформаційних технологій, і вона має тісні зв'язки як з юридичними, так і з соціально-економічними питаннями. Дослідники з різних областей починають вирішувати етичні питання щодо створення роботизованої технології та її впровадження в суспільстві таким чином, щоб була забезпечена безпека людського роду.
Хоча питання старі, як слово «робот», серйозні наукові дискусії розпочалися близько 2000 року. Етика роботи вимагає об'єднаної відданості експертів декількох дисциплін, які повинні пристосувати закони та правила до проблем, що виникають в результаті наукових досліджень та технологічні досягнення в галузі робототехніки та штучного інтелекту. Основними сферами застосування етики роботів є: робототехніка, інформатика, штучний інтелект, філософія, етика, теологія, біологія , фізіологія, когнітивна наука, нейронаука, закон, соціологія, психологія та промисловий дизайн.

## Історія та події
Однією з перших публікацій, що безпосередньо стосуються та встановлюють основи етики роботів, була новела з наукової фантастики Зачароване коло, написана Айзеком Азімовим у 1942 р., в якій були сформульовані Три закони робототехніки. Ці три закони Азімова постійно змінювалися, і четвертий, або нульовий закон, був врешті доданий, щоб передувати першим трьом, у контексті його науково-фантастичних творів. Короткий термін «робототехніка», швидше за все, був придуманий Джанмарко Вергуджо.
Важливою подією, яка викликала занепокоєння робототехнікою, став Перший міжнародний симпозіум з робототехніки у 2004 році спільними зусиллями Scuola di Robotica, Лабораторії мистецтв Scuola Superiore Sant'Anna, Піза, та Теологічним інститутом Pontificia Accademia della Santa Croce, Рим. "Після двох днів напружених дебатів антрополог Даніела Черкі визначила три основні етичні позиції, що випливають із двох днів напружених дискусій:
1. Ті, хто не цікавиться етикою. Вони вважають, що їх дії є суто технічними, і не вважають, що вони несуть соціальну чи моральну відповідальність у своїй роботі.
2. Ті, кого цікавлять короткочасні етичні питання. Відповідно до цього профілю, питання виражаються як «добре» чи «погано», і стосуються деяких культурних цінностей. Наприклад, вони вважають, що роботи повинні дотримуватися соціальних умов. Це стосуватиметься «поваги» та допомоги людям у різних сферах, таких як виконання законів або допомога літнім людям. (Такі міркування важливі, але ми маємо пам'ятати, що значення, які використовуються для визначення «поганого» та «хорошого», є відносними. Вони є сучасними цінностями індустріальних країн).
3. Ті, хто думає з точки зору довготривалих етичних питань, наприклад, про «цифровий розрив» між Півднем та Північчю, або молоді та літні люди. Вони усвідомлюють розрив між індустріалізованими та бідними країнами, і дивуються, чи не повинні перші змінити свій спосіб розвитку робототехніки, щоб бути більш корисним Півдні. Вони чітко не формулюють питання, для чого, але ми можемо вважати, що це неявно ".[4]

Це кілька важливих подій та проектів з етики роботи. Подальші події в цій галузі оголошують euRobotics ELS topics group та RoboHub:
- 1942 р .: у новелі Айзека Азімова «Зачароване коло» вперше чітко викладено його Три закони. Ці «Закони» будуть використані Азимовим в пізніших роботах наукової фантастики, пов'язаної з роботами.
- 2004: перший міжнародний симпозіум з робоетики, організований Scuola di Robotica де вперше офіційно вживається слово «робоетика»(30 – 31 січня 2004, Вілла Нобель, Санремо, Італія).
- 2004: IEEE-RAS організовує Технічний комітет з робоетики.
- 2004: Фукуокська всесвітня декларація роботів (25 лютого 2004 р., Фукуока, Японія).
- 2005: Технічний комітет з робоетики IEEE RAS організовує практикум з роботоетики (ICRA05, Міжнародна конференція з робототехніки та автоматики, 18 квітня 2005 р., Барселона, Іспанія).
- 2005 та 2006: E.C. Euron Roboethics Atelier. Проект Єврон, координований School робототехніки, залучив велику кількість робототехніків та науковців з гуманітарних наук, які розробили першу дорожню карту для робоетики (лютий / березень 2006 р. Генуя, Італія)
- 2006 рік: BioRob2006, перша міжнародна конференція IEEE / RAS-EMBS з питань біомедичної робототехніки та біомехатроніки[en]; Міні-симпозіум з роботоетики (20 лютого 2006 р., Піза, Італія).
- 2006: Міжнародний семінар «Етика взаємодії людини з робототехнічними, біонічними системами та системами штучного інтелекту: концепції та політика»; підтримується Європейським проектом ETHICBOTS (17 – 18 жовтня 2006 р., Неаполь, Італія).
- 2007: Технічний комітетт з робоетики IEEE RAS організовує ще один семінар з робототехніки (ICRA07, Міжнародна конференція з робототехніки та автоматики, 14 квітня 2007 р., Рим, Італія).
- 2007: ICAIL'07, Міжнародна конференція з питань штучного інтелекту та права (4–8 червня 2007 р., Стенфордський університет, Пало Альто, Каліфорнія, США).
- 2007: Міжнародна європейська конференція з обчислювальної техніки та філософії E-CAP '07, тема: «робоетика» (21 – 23 червня 2007 р. Університет Твенте, Нідерланди).
- 2007: Філософські питання комп'ютерної етики CEPE '07, тема: «Робоетика» (12 липня; 14 липня 2007, Університет Сан-Дієго, Каліфорнія, США).
- 2008: МІЖНАРОДНИЙ РОБОТОТЕХНІЧНИЙ СИМПОЗІУМ: НОВА НАУКА (20 лютого 2008 р., Via della Lungara 10, Рим, Італія).
- 2009: Технічний комітет з робоетики IEEE RAS організовує ще один семінар з робоетики (ICRA09, Міжнародна конференція з робототехніки та автоматики, 17 травня 2009 р., Кобе, Японія).
- 2012: We Robot 2012 (Університет Маямі, Флорида, США).
- 2013: Практикум з етики роботів (лютий 2013, Університет Шеффілд, Південний Йоркшир, Англія).
- 2013: We Robot 2013 — приступаємо до бізнесу (Університет Стенфорда, Пало Альто, Каліфорнія], США).
- 2014: We Robot 2014 — ризики та можливості (Університет Маямі, Флорида, США).
- 2016: Етичні та моральні міркування щодо нелюдських агентів, Стенфорд, Весняний симпозіум, Асоціація з питань розвитку штучного інтелекту  (Стенфордський університет, Ало Альто, Каліфорнія, США).
- 2017: Саміт щодо інвестицій майбутнього у Ер-Ріяді. Робот, названий Софія, отримав громадянство Саудівської Аравії, ставши першим роботом, який коли-небудь отримав своє громадянство.[5][6] Це викликає суперечки через неоднозначність щодо кількох питань, наприклад чи може Софія проголосувати чи вийти заміж, чи слід навмисне вимкнення системи вважати вбивством. Крім того, суперечка щодо прав, наданих саудівським жінкам згідно з рішенням Саудівської Аравії, спричиняє критику з боку декількох постачальників новин[7][8](25 жовтня 2017 року, Ер-Ріяд, Саудівська Аравія).
- 2017: В Університеті Нью-Йорку — створений науково-дослідний інститут AI Now Institute, що вивчає соціальні наслідки штучного інтелекту (15 листопада 2017, Нью-Йорк, США).

Вчена-інформатик Virginia Dignum відмітила у випуску «Ethics and Information Technology» у березні 2018 року, що загальне суспільне ставлення до штучного інтелекту в сучасну епоху відійшло від погляду на штучний інтелект як на інструмент і до того, щоб сприймати його як розумного «товариша по команді». У цій же статті вона оцінила, що стосовно ШІ етичні мислителі мають три цілі, кожна з яких, на її думку, може бути досягнута в сучасну епоху при ретельному обдумуванні та здійсненні. Ці три етичні цілі:
- Етика з дизайну (технічна / алгоритмічна інтеграція етичних можливостей міркування як частина поведінки штучної автономної системи (див. Машинна етика);
- Етика у дизайні (регуляторні та інженерні методи, які підтримують аналіз та оцінку етичних наслідків систем ШІ, оскільки вони інтегрують або замінюють традиційні соціальні структури);
- Етика для дизайну (кодекси поведінки, стандарти та процеси сертифікації, які забезпечують чесність розробників та користувачів під час дослідження, проектування, конструювання, використання та управління штучними інтелектуальними системами)[14]

## У популярній культурі
Робоетика як наукова чи філософська тема стала загальною темою в науково-фантастичній літературі та фільмах. Один фільм, який можна стверджувати, що він є вбудованим у поп-культуру, який зображає дистопічне майбутнє використання роботизованого ШІ, — це «Матриця», який зображає майбутнє, де люди та свідомий розумний ШІ борються за контроль над земною поверхнею, в результаті чого знищення більшої частини людського роду. Анімаційний фільм, заснований на «Матриці», «Animatrix», зосередився на потенційних етичних проблемах та невпевненості між людьми та роботами. Фільм розбитий на короткі історії. Анімаційні шорти Animatrix також названі на честь вигаданих оповідань Айзека Азімова.
Ще одна грань робототехніки, зокрема, стосується поводження з роботами людьми, і вона була досліджена в численних фільмах і телевізійних шоу. Одним із таких прикладів є Star Trek: The Next Generation, який має гуманоїдний андроїд, названий Data, як є одним із головних персонажів. Здебільшого йому довіряють критично важливу роботу, але його здатність підходити до інших живих істот часто виникає під питанням. З недавніх пір фільми Ex Machina і телешоу Westworld прийняли ці етичні питання досить безпосередньо, зобразивши гіпер-реалістичних роботів, яких люди трактують як неіснуючі товари. Питання щодо поводження з інженерними істотами також були ключовим компонентом Blade Runner протягом більше 50 років. Фільми на кшталт «Її» ще більше відгородили людські стосунки з роботами, знявши фізичний аспект і зосередившись на емоціях.
Хоча не є частиною робототехніки «як такої», етична поведінка самих роботів також стала проблемою приєднання робототехніки до популярної культури. Серія «Термінатор» зосереджена на роботах, керованих свідомою програмою ШІ, без обмежень щодо знищення своїх ворогів. Ця серія також має той же архетип, що і серія «Матриця», де роботи отримали контроль. Ще один відомий випадок поп-культури роботів чи ШІ без запрограмованої етики чи моралі — це HAL 9000 у серії «Космічна Одіссея», де HAL (комп'ютер із заздалегідь розвиненими можливостями ШІ, який контролює та допомагає людям на космічній станції) вбиває всіх людей на борту, щоб забезпечити успіх призначеної місії після загрози його власного життя.

## Етика роботів та закон
Із сучасними технологічними проблемами, що виникають під час наполягання на суспільстві, одна тема, яка потребує ретельного продумування, — це етика роботів, що стосується закону. Вчені обговорюють процес того, як уряд може піти на створення законодавства з етикою та законом для роботів. Пара науковців, які задають ці питання, — Ніл М. Річардс, професор Школи права Вашингтонського університету в Сент-Луїсі, а також доцент Вільям Д. Смарт, професор комп'ютерних наук Вашингтонського університету в Сент-Луїсі. У своїй роботі «Як повинні роботи думати про закон» вони висловлюють чотири основні претензії щодо етики та закону роботів. Він ґрунтується на їхньому аргументі на визначенні робота як «небіологічних автономних агентів, які, на наш погляд, відображають суть регуляторних та технологічних проблем, які задають роботи, і які корисно можуть бути основою регулювання». По-друге, пара вивчає майбутні розширені можливості роботів протягом приблизно десятиліть. Третя їхня заява аргументує взаємозв'язок між юридичними питаннями етики роботів та юридичним досвідом із правовим досвідом кібер-права. Це означає, що закони етики роботів можуть орієнтуватися на кібер-право як настанову. «Урок», отриманий з кібер-права, є важливістю метафор, під яким ми розуміємо виникаючі проблеми в технології. Це ґрунтується на тому, що якщо ми використовуємо помилкову метафору, наприклад, законодавство, що стосується виникаючих технологічних питань, швидше за все, неправильне. Четверте твердження, проти якого вони сперечаються, — це метафора, яку вони визначають як «Провалля Android». Вони заперечують проти помилки андроїда, яка стверджує, що люди та небіологічні утворення є «подібно до людей».